# 猛獅NL系列巴士
猛獅NL系列是大型單層低地台巴士系列產品，從NL202起，相繼發展出NL262、NL263、NL273、NL323及NL363。
首款猛獅NL系列巴士是1989年推出的NL202型，是德國MAN的第一款低地台巴士。隨後MAN於1990年代推出猛獅NL202(2)型巴士（NL202的後繼者），內部編號為A10（左駕駛版）或A27（右駕駛版），與第一款出現在香港城市內NL262屬同一型號的底盤，只是配置之引擎輸出效能有異。
新一代的猛獅特低地台巴士於1998年面世，編號為A21，而NL263型則是其中一員。型號中，NL解作大型低地台城市巴士，26則是引擎輸出為260匹，3可解作符合歐盟三型的排放標準，但普遍認為是解作NLxx2的後繼者（縱使NLxx3的產品首次亮相時是符合歐盟三期，不過及後者配歐盟四型或更後期的產品並未有在NLxxx的型號數字串上使用「4」或更大的數字，如此類推；NLxx2也有相似情況，如歐盟三型的NL232CNG）；右駕駛版本加上/R作識別（因其首產地德國是左軚，用以符合當地實際情況，所以無需加上/L），而使用天然氣作燃料的產品加上CNG、使用混合能源的則加上H。於1998年推出的NLxx3F巴士，屬於MAN Lion's City車系的成員。
NL263甫出頭便贏得1999歐洲最佳巴士的美譽。

## 猛獅NL262
猛獅NL262（A10或A27、NL202(2)）巴士配Sütrak的空調系統，引擎為MAN自家的D2866LUH-22引擎，擁有260匹強大馬力，不過波箱卻採用Voith DIWA851.3波箱，實為罕有的配置，由於引擎輸出可觀，此型號原裝波箱只有DNR三個波掣，後來城巴自行加上鎖波掣。另外，由於引擎是縱置臥式的關係，尾跨距也較長，臥式引擎在香港較為罕見，如九巴的Benz O305、丹尼士獵鷹、Neoplan Centroliner A34（APM1），便屬此類。車體都是採用德國車種常見的無大樑設計，以減輕車身的重量。由於後置水箱的關係，所以後排座位是3座位。

### NL262在香港

#### 城巴
NL262巴士是城巴第二款MAN巴士和最先購入，共購入80輛，車隊編號為1501-1580，於1998及2000年出廠，最初購買的原因是希望能以較低的載客量及成本，加密班次來吸引乘客乘搭，11、12、25A、25C、41A、深圳灣口岸路線B3A（星期一至五）、過海隧道巴士606線（假日）等是最好例子。
截至2016年10月，只剩下2輛（1545、1546）仍然在城巴非專利車務部服役，1514、1517、1534於2007年轉售至香港機場管理局（2010年被城巴回購，但由於該3部巴士已經取消車輛登記，受本港法例所限均無法領牌行走，城巴於是將之用作零件車，並為著火焚毀的1556進行重建），1570-1574則轉售至愉景灣交通服務有限公司，1575售到紐西蘭，1576-1580售到嶼巴（已於2012年12月－2013年初全數退役）。
- 2008年，全部普通版本巴士已翻新成新巴式椅子，並加裝輪椅斜板。
- 2012年，城巴將編號1528-1533的NL262裝上行李架。
- 2013－2014年，城巴有計劃地將猛獅NL262退役，頭一批屬東區廠的NL262除了大部分被續牌外，1501、1502、1504、1506、1508、1510、1525、1537、1538均已除牌退役；而後一批屬南區廠的暫只得1550、1555、1558正式除牌退役；到了2015年，除了1507外，其餘的1998年猛獅NL262已經全數退役。
- 2015年，而因應香港政府資助更換歐盟前期引擎的商業車輛的計劃，城巴將編號1545、1546的NL262更換座椅、改裝為單門上落及取消輪椅停放位，並轉為非專利巴士，取代已有24年車齡的前中巴／新巴的1991年丹尼士飛鏢（1483、1488）

#### 退役車輛
- 2008年11月1日，編號1512的NL262於凌晨12時許回廠期間，於東區走廊著火焚毀，肇事巴士已於2009年5月8日取消車輛登記。
- 2012年12月25日，編號1539的NL262於早上行走606線期間，於筲箕灣太樂街路口突然冒煙，車尾嚴重焚毀，肇事巴士已於同日取消車輛登記。
- 2013年3月，編號1513的NL262因引擎漏水，造成引擎大殼破裂而不獲修理，先後更換車牌為RZ607及SA2144後退役，肇事巴士已於同年4月19日取消車輛登記。
- 2013年6月23日，編號1532的NL262於東涌裕東路與一部行走E31線的龍運巴士相撞，巴士車頭損毀，擋風玻璃爆裂，事後不獲修理，提早退役，並於同年8月23日取消車輛登記。

##### 城巴機場快線版本
城巴投得機場巴士線A10的專營權後，將1560-1569改裝，並成功通過運輸署測試，成為城巴首批大規模改裝後服務的機場巴士。
初初只有1561-1568趕及開線時投入服務，該批機場巴士由雙門改成單門，於門後裝上行李架，全車座椅換上與其他城巴機場快線同款的Fainsa飛機絨椅，成為豪華巴士。1560、1569其後加入A10團隊，更用了另一款豪華皮椅。這批機場巴士馬力強大，成為機場巴士中的姣姣者。該10輛巴士更裝上全球定位系統，並由2007年8月1日起，於A10線正式試驗抵站時間手機短訊服務，乘客只需發送車站編號至508 506，便可在2分鐘內收到下班車預計抵站的時間的短訊。 （页面存档备份，存于）

#### 退役車輛
2011年1月17日，編號1560的NL262於西隧出口因閃避車輛而失控撞向左邊石壆，左邊車頭嚴重撞毀。肇事巴士已於同年2月24日正式除牌退役。

##### GPS系統
城巴於A10開辦前，替數輛準機場快線巴士裝上TelarGO GPS系統，於M47線上進行測試。A10開辦後，由於技術問題，未能趕及使用有關報站系統，數月後，才正式投入服務。另一套系統則裝在#1540-1549於11、12、511線等作測試。

#### 愉景灣交通服務有限公司
愉景灣於2000年購入5輛NL262巴士，以配合愉景灣隧道開通，提供來往愉景灣及東涌站的巴士服務（DB01R），這5輛巴士為採用單門設計，使用ZF變速箱，車內設有行李架，以便間中於壞車時支援DB02R。

#### 退役車輛
編號HKR115的單門版NL262於2004年因發生嚴重交通意外，於東涌與泥頭車迎面相撞而報銷，其後隨著來往欣澳站的DB03R投入服務，加上陸續有新樓宇入伙，愉景灣車隊不敷應用，適逢城巴正計劃賣出部份單層巴士，愉景灣亦有大量MAN巴士，便從城巴購入5輛NL262/R（前編號1570-1574），於城巴廠內改裝，全車的座椅換上皮面，改用黃色扶手，上車門旁的單人座椅變成行李架，原裝Brose電子牌換上Lite Vision橙色LED電子牌，轉換成愉景灣交通服務有限公司的車隊色彩及車廂調子，以全新面貌為愉景灣居民服務，其中一輛亦被編為HKR115（現稱為DBAY115）。
2016年1月14日，因需騰出牌照給予6部富豪B9TL（DBAY208~DBAY213）而令6部單層巴士需要退役，當中包括1部NL263（DBAY166）及5部NL262（DBAY21、DBAY78、DBAY90、DBAY115、DBAY127），其中兩部巴士（DBAY115、DBAY90）已於同年8月正式除牌退役。
2016年12月15日，因需騰出牌照給予2部率先投入服務的富豪奧林比安（DBAY215、DBAY216）而令2部單層巴士需要退役，當中包括1部NL263（DBAY166）及1部NL262（DBAY131），而DBAY131更是最後一部配置ZF波箱的NL262，兩部巴士已於2017年1月正式除牌退役。
2017年4月20日，因需騰出牌照給予另外2部投入服務的富豪奧林比安（DBAY217、DBAY218）而令2部單層巴士需要退役，當中包括1部梅斯特斯平治O405（DBAY73）及1部NL262（DBAY35），而DBAY35更是最後一部配置Voith波箱且雙門的NL262，兩部巴士正式等待除牌退役。

#### 新大嶼山巴士
由於東涌人口急速增長，嶼巴的NL263型巴士不敷應付，所以嶼巴向城巴購入5輛NL262巴士作支援。此5輛巴士為前編號1576-1580，已設有輪椅斜板，嶼巴沒有替此5輛巴士改裝便投入服務（後來才將全車的座椅換上皮面），主要行駛37及38路線。本車型曾一度成為嶼巴載客量最高的單層巴士（共69人），直至猛獅NL273型投入服務後才以75人的紀錄打破，現時嶼巴已購入青年JNP6122G，其中五輛已取代全數NL262。

## 猛獅NL263
猛獅NL263（A22）型巴士的設計與NL262（A10或A27）大致相同，無大樑底盤，擁有纖薄的厚度及低矮的入口。
隨著科技的進步，NL263的平坦地台一直伸延至車尾部份，與NL262明顯向上斜的地台不同，所以NL263可於尾軸後設置第三道車門，加快乘客上落的速度。引擎換上符合歐盟三期排放標準的MAN D2866LUH-23，為後置臥式設計，位於車尾左面位置，平臥於地台下，馬力輸出260匹，扭力1,050Nm，波箱則可選配Voith或ZF的產品。
車身方面，除了猛獅原廠車身外，亦授權多間公司裝嵌新一代的車身，包括德國的Göppel、葡萄牙的Caetano、馬來西亞的彭順國際（Gemilang）等。

### NL263在香港
雖然NL263（A22）於1998年已面世，但一直向猛獅訂購新巴士的城巴卻沒有將之引入香港。最終於2001年，落馬洲－皇崗穿梭巴士（簡稱皇巴士）購入10輛NL263/R，以應付不斷增加的客量。其後，於2001年，愉景灣亦先後購入6輛NL263/R。NL263/R便成為香港大型單層城市巴士的首選，新大嶼山巴士於2003年增添9輛NL263/R，2005年，皇巴士購入2輛配Gemilang車身的NL263/R，而愉景灣則於2007年購入5輛同款巴士。

#### 皇巴士
經營落馬洲－皇崗穿梭巴士（簡稱皇巴士）的新香港巴士有限公司於2001年購入共10輛NL263/R，成為香港第一間引入NL263的公司。巴士分批於2001-2002年期間投入服務，以應付日漸增加的客量。
由於路程甚短，而且不需途經大量高速公路，加上載客量大，所以這10部巴士都使用Voith DIWA 854.3波箱，配上大比例尾牙（最終傳動），車速不高，但驅動力稍大。車廂設計是專為高載量及通勤用，雙車門，全車只有21個膠製座椅，55個企位，總載客量為76人，車身中間部份設有兩個大型站立區，但沒有輪椅設備，頭軸輪拱上設有行李架，車尾亦有一個小小的行李架。
這批巴士肩負每日龐大的客量，穿梭中港兩地，因此經常出毛病，不過猛獅香港代理位於上水的廠房十分鄰近落馬洲，前往維修十分方便。
其中一輛NL263/R曾發生嚴重交通意外，失控撞向路邊，事後這輛巴士修理後重新投入服務。
2006年，新香港巴士有限公司購入三輛配上馬來西亞順豐車身（Gemilang）的NL263/R，外貌看似猛獅新一代的Lion's City，特別的是中門使用外推式車門（plug-in door）。

#### 愉景灣交通服務有限公司
來往愉景灣及東涌的路線DB01R大受居民歡迎，原有5輛NL262/R變得不敷應用，經常需要使用其他行駛區內路線的巴士作支援。有見及此，愉景灣交通服務有限公司於2001年引入兩部單門NL263/R，引擎仍為D2866LUH-23，但因應DB01R為長途路線，波箱與同公司的NL262/R一樣，使用ZF 5HP500。車身為葡萄牙Caetano的City Gold MAN 2K，只於車頭設有一扇車門，車廂設有行李架及輪椅位，座位36個，企位28人，成為DB01R的新力軍。
2002年，隨著愉景灣多個新屋苑相繼入伙，加上年事已高的五十鈴巴士陸續退役，愉景灣交通急需大型巴士，而服役中兩輛NL263/R表現良好，便加訂五輛同型號巴士，三輛是單門版，與第一批規格一樣。另外二輛是雙門版，主要行走區內路線，使用Voith DIWA 854.3波箱，同樣設有行李架及輪椅位，但只有25個座位，以企位為主，初期行走「海澄湖畔」的9號線，後來部份調往行走7號線及支援DB01R或DB03R。
2007年，五輛披上全新色彩，配上馬來西亞Gemilang車身及Voith DIWA 864.5D4波箱的NL263/R巴士加入愉景灣交通服務有限公司的車隊。

#### 退役車輛
2016年1月14日，因需騰出牌照給予6部富豪B9TL（DBAY208~DBAY213）而令6部單層巴士需要退役，當中包括1部NL263（DBAY188）及5部NL262（DBAY21、DBAY78、DBAY90、DBAY115、DBAY127），其中兩部巴士（DBAY115、DBAY90）已於同年8月全數除牌退役。
2016年12月15日，因需騰出牌照給予2部率先投入服務的富豪奧林比安（DBAY215、DBAY216）而令2部單層巴士需要退役，當中包括1部NL263（DBAY166）及1部NL262（DBAY131），而DBAY131更是最後一部配置ZF波箱的NL262，兩部巴士已於2017年1月全數除牌退役。

#### 新大嶼山巴士
大嶼山的東涌一直都有新樓宇落成，而新的公共屋邨逸東邨於2001年開始入伙，嶼巴便開辦38路線，並將37、37A改入逸東邨，初期以五十鈴及丹尼士飛鏢（Dennis Dart）行走。隨著客量陸續增加，旅遊巴設計的五十鈴巴士已不合時宜，這些路線應使用適合作通勤用的大型單層城市巴士，便於2003年引入9輛NL263/R巴士。
此9輛巴士與皇巴士的大致相同，車廂使用絲絨裡面的座椅，車頭設有行李架，並有大量空間容納企位，設有25個座位，43個企位，於繁忙時間快速疏導於東涌站的人龍。
由於原裝的Lite Vision電子牌經常失靈，故全部巴士已換上了Amplus的橙色LED的路線牌。隨著嶼巴投得深港西部通道新線B2（元朗西鐵站↔深圳灣口岸），該9部巴士由2007年6月起同時被編入B2路線行走，變成與38共同使用同一批巴士。

### NL283在中國
中國遼寧省丹東市的客車廠家丹東黄海於2007年引進此車型並開始生產，採用Voith變速箱，並按照中國大陸客車型號编制規則定型號為DD6127S01，共生產32台，服役於大連BRT。

## 猛獅NL273
猛獅NL273（A22）型巴士的設計與NL263（A22）大致相同，但改用符合歐盟四期廢氣排放標準的猛獅環保引擎，而馬力輸出的下限亦由260匹提升至270匹。

### NL273在香港

#### 愉景灣交通服務有限公司
2009年，愉景灣交通服務有限公司訂購了5輛猛獅NL273/R巴士，採用馬來西亞的彭順國際（Gemilang）車身，分別在2009年7月、10月及11月投入服務，主要用來行走DB03R線及DB03P線。

#### 新大嶼山巴士
2007年，嶼巴投得途經深港西部通道新線B2（元朗西鐵站↔深圳灣口岸），為了配合新線啟航，嶼巴全新訂購10輛配備行李架的猛獅NL273/R巴士，在2008年投入服務，亦會用來支援38路線。另外，本車型共設用37個座位及38個企位，合共75人，同時成為嶼巴載客量最高的單層巴士。

## 猛獅NL323
猛獅NL323（A22）型巴士的設計與NL273（A22）大致相同，但改用符合歐盟五期及歐盟六期廢氣排放標準的猛獅環保引擎，而馬力輸出的上限亦由270匹提升至320匹。 

### NL323在香港

#### 愉景灣交通服務有限公司
2010年，愉景灣交通服務有限公司引入1輛猛獅NL323/R巴士，採用順豐車身，該車的車隊編號為DBAY120，車牌為PE8346，取代2009年退役的平治O405（GZ6711）。
後來愉景灣交通服務有限公司再引入1輛猛獅NL323/R巴士，採用改良版本的順豐車身，該車的車隊編號為DBAY107，車牌為PU6943，取代只有11年車齡的NL262/R（JL5894）。
後來愉景灣交通服務於2017年增購12輛猛獅NL323/R巴士，採用了馬來西亞彭順（Gemilang）Lion's City Hybrid車身，其中兩輛為歐盟六期版本（DBAY117、198），其餘10輛為歐盟五期版本，其中6輛符合政府資助更換歐盟3期商業車輛的計劃(DBAY168、182、183、185、186、187）而引入，全數已於2018年5月陸續抵港，取代於同年退役的10輛猛獅NL263（DBAY70、82、97、168、182-186、198-199）、1輛猛獅18.280（DBAY187/MN3937）及1輛沂星SDL6105（DBAY117/TA4407）。全數12輛NL323/R巴士已於同年8月7日至11月7日出牌。

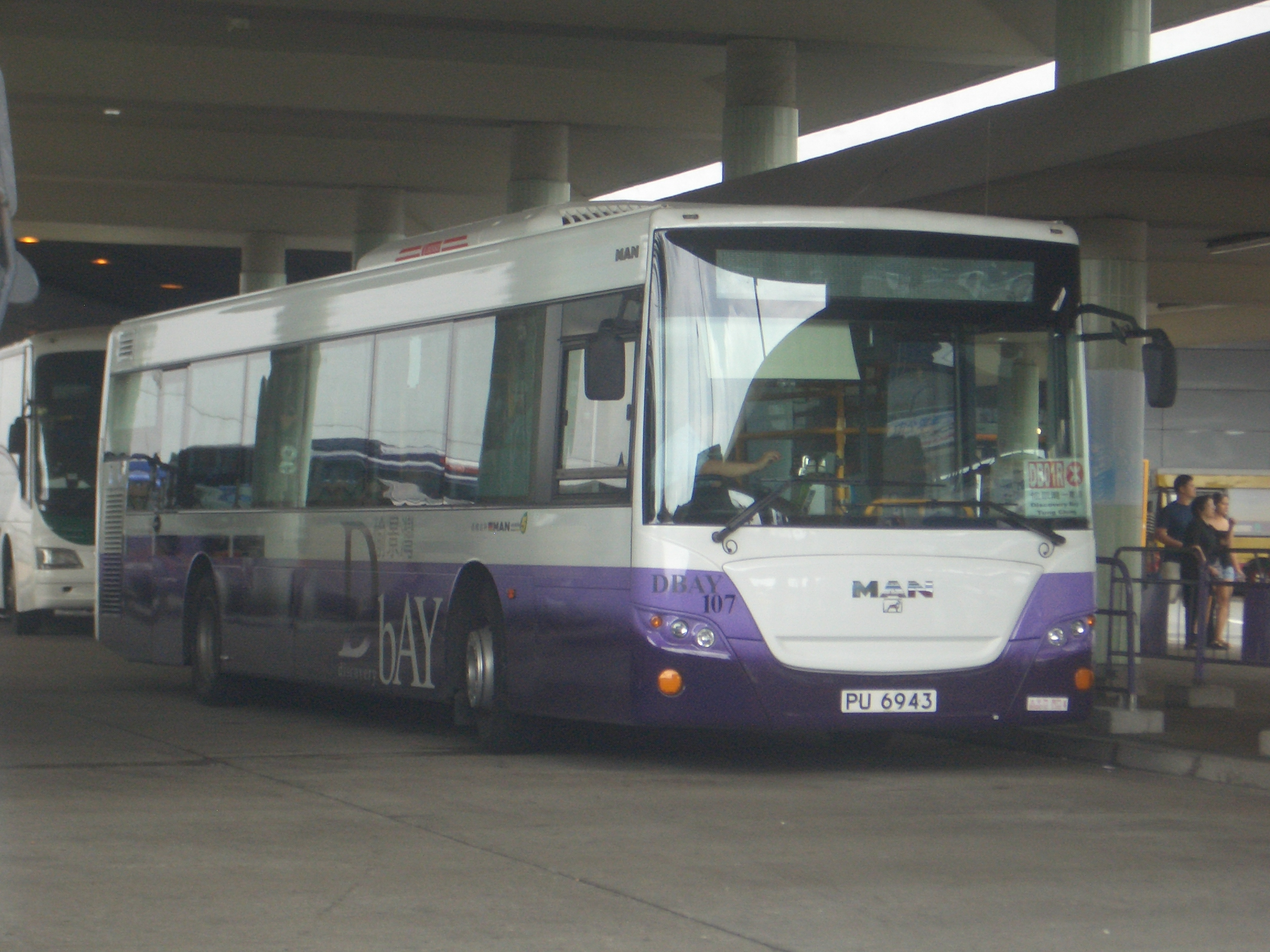
DBAY107 PU6943
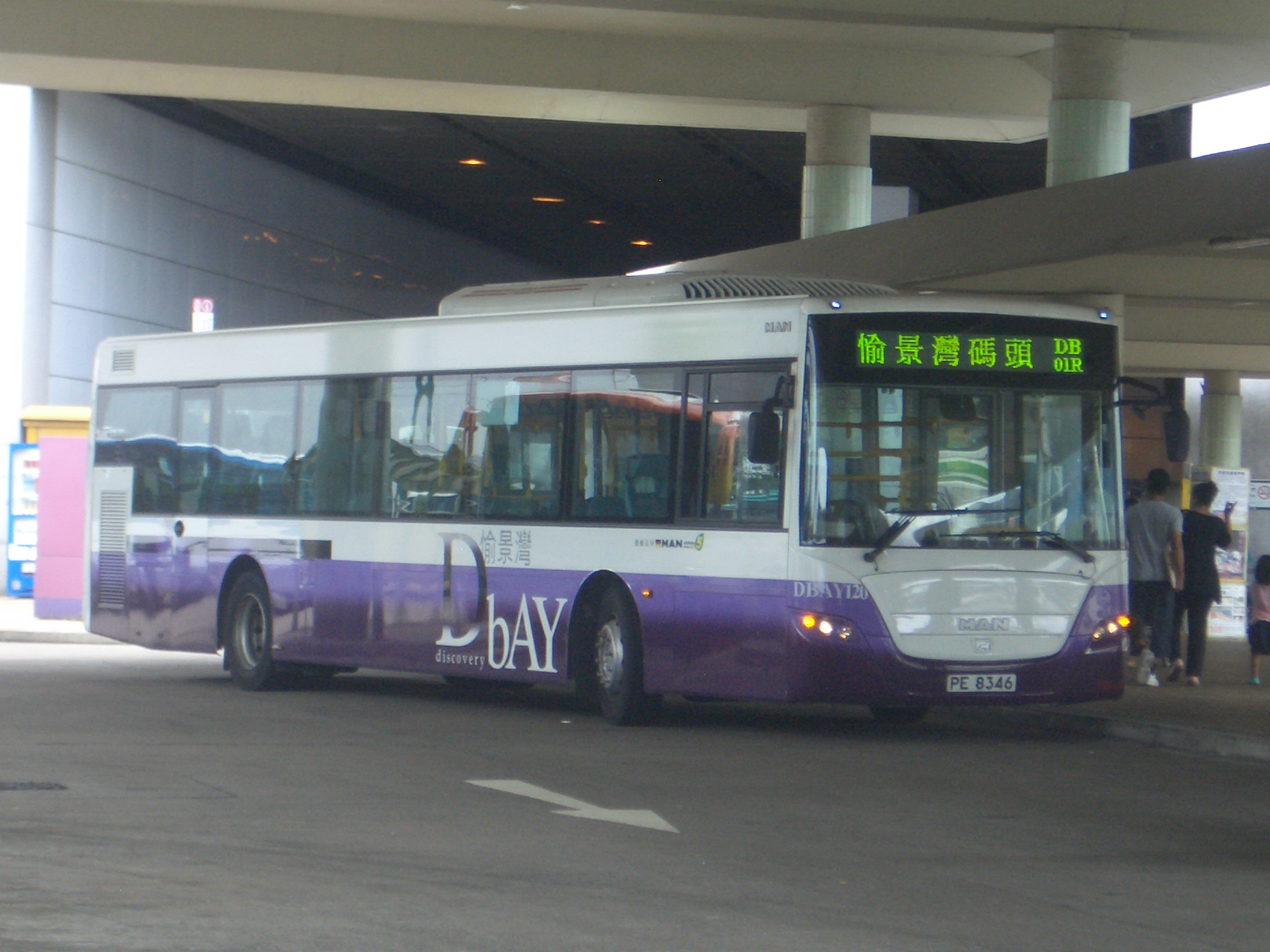
DBAY120 PE8346

#### 珀麗灣客運

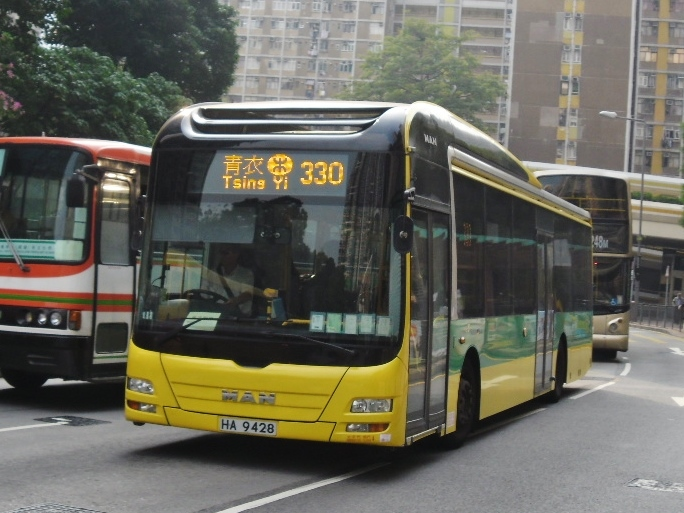
珀麗灣客運旗下的猛獅NL323，行駛NR330線

珀麗灣客運引入2輛猛獅NL323/R巴士，採用仿製Lion's Hybrid City車身的順豐車身，並分別取代前九巴丹尼士飛鏢SLF低地台巴士（HA9428）及二手猛獅18.310（KZ1269），並套用其退役後之車牌。

#### 皇巴士
皇巴士於2012年至2018年合共引入16輛猛獅NL323/R巴士，採用了馬來西亞彭順（Gemilang）Lion's City Hybrid車身，其中一輛為歐盟六期版本，首5輛於2013年2月底陸續抵港，第二批另外5輛於2015年1月至8月全數出牌，第三批另外5輛於2016底全數出牌，最後一輛歐盟六期版本於2019年4月抵港。

#### 陽光巴士
陽光巴士於2019年12月15日接辦珀麗灣客運NR331及NR331S線，從皇巴士租用其中2輛NL323（車隊編號9／TP3760及車隊編號10／TK6880），後來2020年從皇巴士轉售其中5輛NL323（車隊編號6／TD5321、車隊編號7／TD5502、8／TF8041、車隊編號29／UM2759及30／UM1418），為上述兩線繼續提供低地台巴士服務。其中2輛NL323（車隊編號9／TP3760及10／TK6880）於2023年2月6日隨着皇崗口岸恢復通關而歸還皇巴士繼續服務。

#### 冠忠巴士
冠忠巴士於2016年至2018年合共引入8輛猛獅NL323/R巴士，採用了馬來西亞彭順（Gemilang）Lion's City Hybrid車身，其中兩輛為歐盟六期版本，並配備雙輪椅位。主要行走由陽光巴士接辦香港迪士尼樂園度假區酒店穿梭巴士，首批六輛巴士於同年12月10日陸續抵港，首6輛於2017年7月出牌，最後兩輛歐盟六期版本於2019年6月出牌。

#### NL323在新加坡
大部分採用仿製Lion's Hybrid City車身的順豐車身，SMRT 購入的樣板車採用了MCV車身， 後來於新加坡全新巴士營運模式之下， 該車被淘汰。另外新加坡陸路交通局也訂購了一輛三門版樣板車。

## 猛獅NL363
猛獅NL363（A22）型巴士的設計與NL323（A22）大致相同，但改用符合歐盟六期廢氣排放標準的猛獅環保引擎，而馬力輸出的上限亦由320匹提升至360匹。 

### NL363在香港

#### 愉景灣交通服務有限公司
2020年，愉景灣交通服務引入4輛猛獅NL363/R巴士，採用了馬來西亞彭順（Gemilang）Lion's City Hybrid車身，全數已於2021年8月陸續抵港，其中3輛符合政府資助更換歐盟4期商業車輛的計劃而取代2009年猛獅A22 NL273巴士（DBAY71、195、196)及1輛2014年沂星SDL6105（DBAY116/TA3408)，全數4輛NL363/R巴士已於同年10月28日至2022年1月12日出牌。

### 其他猛獅產品
- 猛獅24.310/350